# Simon Yam
Simon Yam Tat-wah (任達華; nascut el 19 de març de 1955) és un actor i productor de cinema de Hong Kong. Va rebre reconeixement internacional per les seves actuacions en festivals de cinema internacionals i èxits de taquilla com ara Naked Killer, SPL: Sha Po Lang, Election, Election 2 , Fong juk, Lara Croft: Tomb Raider – The Cradle of Life i El gran cop.

## Carrera
Yam va començar com a model abans de convertir-se en actor a mitjans dels anys setanta. Després va signar amb la cadena de televisió de Hong Kong TVB, protagonitzant i coprotagonitzant diverses sèries de televisió abans d'"aplicar els seus oficis" a la indústria del cinema el 1987. El seu germà gran és Yam Tak-wing, un Excomissari adjunt jubilat de la policia de Hong Kong.
El 1989, va protagonitzar la coproducció japonesa-Hong Kong de Bloodfight. Aquest va ser el primer d'aquest tipus en què es parlava anglès durant tota la pel·lícula. El 1992, Yam va obtenir l'aclamació de la crítica pel seu paper de jutge maníac a la pel·lícula de crims Full Contact, on es va enfrontar en una sagnant batalla contra el personatge de Chow Yun-fat. El 1993, va protagonitzar "Dhalsim" a la pel·lícula de comèdia d'acció Future Cops, una paròdia de Street Fighter dirigida per Wong Jing. El 1996, Yam va començar el seu paper de Chiang Tin-Sung, el líder de les tríades Hung Hing a les tres primeres entregues de la sèrie de pel·lícules. Young and Dangerous.
L'any 2000, Yam va interpretar el paper de Cheung San, el progenitor de tots els vampirs, a la sèrie de televisió My Date with a Vampire II, produïda per ATV. El 2003, Yam va fer el seu debut cinematogràfic a Hollywood a Lara Croft: Tomb Raider – The Cradle of Life com a senyor del crim de Shaolin.
El 2013, Yam va dirigir la seva primera pel·lícula, com a part de la pel·lícula de terror de Hong Kong Tales from the Dark 1.
Al febrer de 2021, Yam, Tony Leung i Andy Lau s'uniran en una nova gran pel·lícula d'acció titulada Goldfinger, amb el suport d'Emperor Motion Pictures i socis de la Xina continental. , amb un pressupost reportat d'uns 30,8 milions de dòlars (200 milions de RMB).

## Vida personal
Yam es va casar amb la seva primera dona Ho Sui-yi entre 1981 i 86.
El 1997 es va casar amb Sophia Kao, coneguda com Qi Qi, una model internacional. Va néixer a Xangai però es va criar a Àustria. Tenen una filla, Ella.
El 20 de juliol de 2019, Yam va ser apunyalat en un esdeveniment promocional a la Xina.
Va patir una ferida lleu i el seu responsable va dir: "Ha estat apunyalat a la zona de la panxa i també es va tallar a la mà dreta". Li van fer una petita operació a Zhongshan i es va recuperar.

La inversió preferida de Yam és immobiliària a Hong Kong.

## Filmografia

### Cinema
| Any  | Títol                                        | Paper                              | Notes         |
| ---- | -------------------------------------------- | ---------------------------------- | ------------- |
| 1979 | Law Don                                      |                                    |               |
| 1980 | House of the Lute                            |                                    |               |
| 1981 | The Informer                                 |                                    |               |
| 1981 | Twins                                        |                                    |               |
| 1982 | He Lives by Night                            |                                    |               |
| 1982 | Green Killer                                 |                                    |               |
| 1986 | Goodbye Mammie                               |                                    |               |
| 1986 | New Heavenly Sword and Dragon Sabre          |                                    |               |
| 1986 | Tong – A Chinatown Story                     |                                    |               |
| 1987 | The Big Brother                              |                                    |               |
| 1988 | Tiger Cage                                   | Michael Wong                       |               |
| 1988 | Osmanthus Alley                              | Ah Hai                             |               |
| 1988 | Burning Snow                                 | Wah                                |               |
| 1988 | Mistaken Identity                            |                                    |               |
| 1988 | Women Prison                                 | Wayne Lu                           |               |
| 1989 | Live Hard                                    | Senior Inspector Hui Tat-ming      |               |
| 1989 | Burning Ambition                             |                                    |               |
| 1989 | Lucky Star                                   |                                    |               |
| 1989 | Chinese Cop Out                              |                                    |               |
| 1989 | Framed                                       |                                    |               |
| 1989 | The Wild Ones                                |                                    |               |
| 1989 | Mr. Coconut                                  | Timothy Hui                        |               |
| 1989 | Final Run                                    |                                    |               |
| 1989 | Four Loves                                   |                                    |               |
| 1989 | Miracles                                     | Cap Inspector Ho                   |               |
| 1989 | Big Man Little Affair                        |                                    |               |
| 1989 | Bloodfight                                   |                                    |               |
| 1990 | Bullet in the Head                           | Luke                               |               |
| 1990 | Killer's Romance                             | Jeffrey                            |               |
| 1990 | Hong Kong Gigolo                             |                                    |               |
| 1990 | The Cyprus Tigers                            |                                    |               |
| 1990 | Fatal Termination                            |                                    |               |
| 1990 | Return Engagement                            | Lee Pang                           |               |
| 1990 | Doctor's Heart                               |                                    |               |
| 1991 | The Plot                                     |                                    |               |
| 1991 | Bullet for Hire                              | Hon                                |               |
| 1991 | Great Pretenders                             | Yam Sai-sung                       |               |
| 1991 | Gigolo and Whore                             |                                    |               |
| 1991 | Black Cat                                    | Brian                              |               |
| 1991 | Deadly Deal                                  |                                    |               |
| 1991 | Sea Wolves                                   |                                    |               |
| 1991 | Queen's High                                 |                                    |               |
| 1991 | The Good, the Bad, and the Bandit            |                                    |               |
| 1991 | Mission of Condor                            |                                    |               |
| 1991 | The Banquet                                  | Amic de Wai                        |               |
| 1992 | Gun n' Rose                                  | Simon Lung                         |               |
| 1992 | Gigolo and Whore II                          | Jack Cheung                        |               |
| 1992 | Cash on Delivery                             |                                    |               |
| 1992 | Once Upon A Time A Hero in China             |                                    |               |
| 1992 | Dr. Lamb                                     | Lam Gor-yue                        |               |
| 1992 | Friday Gigolo                                |                                    |               |
| 1992 | The Night Rider                              |                                    |               |
| 1992 | Naked Killer                                 | Tinam                              |               |
| 1992 | Powerful Four                                |                                    |               |
| 1993 | Full Contact                                 | Judge                              |               |
| 1993 | Holy Weapon                                  | Super Sword                        |               |
| 1993 | Killer's Love                                |                                    |               |
| 1993 | The Incorruptible                            |                                    |               |
| 1993 | Killer's Love                                |                                    |               |
| 1993 | A Day Without Policeman                      |                                    |               |
| 1993 | Insanity                                     |                                    |               |
| 1993 | Can't Stop My Crazy Love For You             |                                    |               |
| 1993 | Love Among the Triad                         |                                    |               |
| 1993 | First Shot                                   | Sam Mok                            |               |
| 1993 | The Black Panther Warriors                   | Black Jack Love                    |               |
| 1993 | Future Cops                                  | Sing (Dhalsim)                     |               |
| 1993 | Prince of Portland Street                    |                                    |               |
| 1993 | Final Judgment                               |                                    |               |
| 1993 | Run and Kill                                 | Ching Fung                         |               |
| 1993 | Raped by an Angel                            | Tso Tat Wah                        |               |
| 1993 | Rose Rose I Love You                         | Micky                              |               |
| 1994 | The True Hero                                |                                    |               |
| 1994 | Awakening                                    |                                    |               |
| 1994 | The Tragic Fantasy - Tiger of Wanchai        | Chan Yiu-hing                      |               |
| 1994 | Drunken Master III                           | Passatger gai del bus              |               |
| 1994 | Crystal Fortune Run                          |                                    |               |
| 1994 | Crossings                                    |                                    |               |
| 1994 | The Devil's Box                              |                                    |               |
| 1995 | Passion 1995                                 | Dick Wong                          |               |
| 1995 | Twist                                        |                                    |               |
| 1995 | Police Confidential                          |                                    |               |
| 1995 | Dragon Killer                                |                                    |               |
| 1995 | Because of Lies                              |                                    |               |
| 1995 | Love, Guns, and Glass                        |                                    |               |
| 1995 | Story of a Robber                            | Kon Tin-lap                        |               |
| 1995 | Farewell to My Dearest                       |                                    |               |
| 1995 | Ghostly Bus                                  |                                    |               |
| 1995 | Man Wanted                                   | Lok Man-wah                        |               |
| 1996 | King of Robbery                              | Chan Sing                          |               |
| 1996 | Bloody Friday                                |                                    |               |
| 1996 | To Be No. 1                                  |                                    |               |
| 1996 | All of a Sudden                              | Tsui Chin-tun                      |               |
| 1996 | Street Angels                                | Walkie Pi                          |               |
| 1996 | Scared Memory                                |                                    |               |
| 1996 | Young and Dangerous                          | Chiang Tin-sung                    |               |
| 1996 | Young and Dangerous 2                        | Chiang Tin-sung                    |               |
| 1996 | Young and Dangerous 3                        | Chiang Tin-sung                    |               |
| 1998 | The Suspect                                  | Dante Aquino                       |               |
| 1998 | Operation Billionaire                        |                                    |               |
| 1998 | Expect the Unexpected                        | Ken                                |               |
| 1998 | Casino                                       | Giant Wan                          |               |
| 1998 | Hitman                                       | Officer Chan Kwan                  |               |
| 1999 | The Mission                                  | Frank                              |               |
| 1999 | The Legend of Speed                          |                                    |               |
| 1999 | Night Club                                   |                                    |               |
| 1999 | Trust Me U Die                               |                                    |               |
| 2000 | Juliet in Love                               |                                    |               |
| 2000 | Model from Hell                              |                                    |               |
| 2000 | Horoscope II: The Woman from Hell            |                                    |               |
| 2000 | To Where He Belongs                          |                                    |               |
| 2000 | Deathnet.com                                 |                                    |               |
| 2000 | Cold War                                     | Ka Hui                             |               |
| 2000 | Man Wanted 3                                 |                                    |               |
| 2001 | Midnight Fly                                 | Dr. Tong                           |               |
| 2001 | Fulltime Killer                              | Albert Lee                         |               |
| 2001 | Final Romance                                |                                    |               |
| 2002 | My Left Eye Sees Ghosts                      | Ben                                |               |
| 2002 | Partners                                     |                                    |               |
| 2003 | Lara Croft: Tomb Raider – The Cradle of Life | Chen Lo                            |               |
| 2003 | Looking for Mister Perfect                   |                                    |               |
| 2003 | PTU                                          | Sergeant Mike Ho                   |               |
| 2003 | Eternal Flame of Fatal Attraction            |                                    |               |
| 2004 | Explosive City                               | Superintendent Charles Cheung      |               |
| 2004 | Breaking News                                | Asst. Commissioner Wong            | cameo         |
| 2004 | Wake of Death                                | Sun Quan                           |               |
| 2005 | Mob Sister                                   | Tsan Gor (Chance)                  |               |
| 2005 | Election                                     | Lam Lok                            |               |
| 2005 | The Unusual Youth                            | Police Superintendent              | cameo         |
| 2005 | Outback                                      |                                    |               |
| 2005 | SPL (a.k.a. Kill Zone (US))                  | Inspector Chan Kwok-chung          |               |
| 2005 | Dragon Squad                                 | Comandant Hon Sun                  |               |
| 2006 | Election 2 (a.k.a. Triad Election (US))      | Lam Lok                            |               |
| 2006 | Fong juk                                     | Boss Fay                           | Cameo         |
| 2007 | Eye in the Sky                               | Sergent Wong Man-chin (‛Dog Head’) |               |
| 2007 | Triangle                                     | Lee Bo-Sam                         |               |
| 2007 | Exodus                                       | Sergeant Tsim Kin-yip              |               |
| 2008 | Sasori                                       |                                    |               |
| 2008 | Ballistic                                    |                                    |               |
| 2008 | Fatal Move                                   | Lin Ho-tung                        |               |
| 2008 | Sparrow                                      | Ken / The Sparrow                  |               |
| 2008 | Ocean Flame                                  | Detective Zhang                    | Also producer |
| 2008 | Tactical Unit – Human Nature                 | Sam                                |               |
| 2008 | Tactical Unit – No Way Out                   |                                    |               |
| 2008 | Tactical Unit – The Code                     | Lee Wing Sam                       | telefilm      |
| 2008 | Ip Man                                       | Chow Ching-chuen                   |               |
| 2009 | Tactical Unit – Partners                     |                                    |               |
| 2009 | Tactical Unit - Comrades in Arms             | Sam                                | telefilm      |
| 2009 | Night & Fog                                  | Lee Sam                            |               |
| 2009 | Vengeance                                    | George Fung                        |               |
| 2009 | The Storm Warriors                           | Lord Godless                       |               |
| 2009 | Bodyguards and Assassins                     | Fang Tian                          |               |
| 2010 | Black Ransom                                 | Inspector Mann Cheung              |               |
| 2010 | Bad Blood                                    | Funky                              |               |
| 2010 | Echoes of the Rainbow                        | Mr. Law                            |               |
| 2010 | Ip Man 2                                     | Chow Ching-chuen                   |               |
| 2010 | The Blood Bond                               | Lompoc                             |               |
| 2010 | Midnight Beating                             | Gu Zhensheng                       |               |
| 2011 | The Man Behind the Courtyard House           |                                    |               |
| 2011 | Coming Back                                  | Li Zhenmu                          |               |
| 2012 | Nightfall                                    | George Lam                         |               |
| 2012 | Design of Death                              | Yi Sheng                           |               |
| 2012 | Passion Island                               | Simon                              |               |
| 2012 | El gran cop                                  | Chen                               |               |
| 2012 | Cross                                        | Lee Leung                          |               |
| 2012 | Ripples of Desire                            |                                    |               |
| 2013 | 7 Assassins                                  | Wu                                 |               |
| 2013 | Cold Eyes                                    | Suspect                            | Cameo         |
| 2013 | Man of Tai Chi                               | Superintendent Wong                |               |
| 2013 | Tales from the Dark 1                        | Kwan Fu-keung                      | Also director |
| 2013 | A Chilling Cosplay                           | Fang Youwei                        |               |
| 2013 | Control                                      | Tiger                              |               |
| 2013 | The Constable                                | Lam Kwok-kuen                      |               |
| 2013 | Les Jeux des nuages et de la pluie           |                                    | French film   |
| 2014 | As the Light Goes Out                        | Lee Pui-to                         |               |
| 2014 | The Midnight After                           | Fat                                |               |
| 2014 | Iceman                                       | Cheung                             |               |
| 2015 | 12 Golden Ducks                              | King Sum                           |               |
| 2015 | Sara                                         | Kam Ho-yin                         |               |
| 2015 | Two Thumbs Up                                | Chow Tai-po                        |               |
| 2015 | Lovers & Movies                              | Qiu Guitang                        |               |
| 2015 | SPL II: A Time for Consequences              | Chan Kwok-wah                      |               |
| 2015 | Wild City                                    | Wong                               |               |
| 2015 | Detective Gui                                |                                    |               |
| 2015 | Ulterior Motive                              | Ye Cheng                           |               |
| 2015 | Magic Card                                   |                                    |               |
| 2016 | Inside or Outside                            | Fei Xin                            |               |
| 2016 | Phantom of the Theatre                       | Gu Ming Shan                       |               |
| 2016 | The Tenants Downstairs                       | Chang Chia-chun                    |               |
| 2016 | Mrs K                                        | Scarface                           |               |
| 2017 | Father and Son                               | OK Gen                             |               |
| 2017 | Legend of the Naga Pearls                    | Xue Lie                            |               |
| 2017 | Colour of the Game                           | Wah                                |               |
| 2017 | S.M.A.R.T. Chase                             | Mach Ren                           |               |
| 2018 | A Beautiful Moment                           |                                    |               |
| 2018 | Air Strike                                   | Comandant de defensa aèria         | Cameo         |
| 2018 | Iceman II                                    |                                    |               |
| 2018 | Operation Red Sea                            | Albert                             |               |
| 2018 | Justice in Northwest                         |                                    |               |
| 2018 | A or B                                       |                                    |               |
| 2018 | House of the Rising Sons                     | Kin's father                       |               |
| 2019 | Change of Gangster                           |                                    |               |
| 2019 | The Human Comedy                             | Ba Ye                              |               |
| 2019 | Chasing the Dragon II: Wild Wild Bunch       | Lee Keung                          |               |
| 2019 | Thaiflavor                                   |                                    |               |
| 2019 | Little Q                                     | Li Baoting                         |               |
| 2019 | My People, My Country                        | Wah                                |               |
| 2021 | Raging Fire                                  | Lok Chi-fai                        |               |
| 2021 | Fireflies in the Sun                         | Zhang Zhengyi                      |               |
| 2022 | Death Notice                                 | Officer Tsang                      |               |
| 2022 | Cyber Heist                                  | Ben Suen Ban                       |               |
| 2022 | A Light Never Goes Out                       | Biu                                |               |
| 2023 | I Did It My Way                              | Chung Kam-mibg                     |               |
| 2023 | The Goldfinger                               | K.K. Tsang                         |               |
| TBD  | Under Current                                |                                    |               |

### Sèries de tekevusuó
| Any  | Títol                                | Paper                                                 | Notes                           |
| ---- | ------------------------------------ | ----------------------------------------------------- | ------------------------------- |
| 1977 | A House Is Not a Home                | Lok Wah                                               |                                 |
| 1979 | The Good, the Bad and the Ugly       |                                                       |                                 |
| 1980 | The Shell Game                       |                                                       |                                 |
| 1983 | The Return of the Condor Heroes      |                                                       |                                 |
| 1984 | The New Adventures of Chor Lau-heung |                                                       |                                 |
| 1985 | Reincarnated Princess                |                                                       |                                 |
| 1986 | New Heavenly Sword and Dragon Sabre  |                                                       |                                 |
| 1987 | The Legend of the Book and the Sword |                                                       |                                 |
| 1989 | War of the Dragon                    |                                                       |                                 |
| 1994 | Heaven's Retribution                 |                                                       |                                 |
| 1996 | ICAC Investigators 1996              | To Wing-fat                                           | Episode: "The Eagle in the web" |
| 1999 | My Date with a Vampire II            | Cheung San                                            |                                 |
| 2006 | Tokyo Juliet                         | Chu Xing                                              |                                 |
| 2018 | The Great Adventurer Wesley          |                                                       |                                 |
| 2019 | The Thunder                          | Undercover Officer Li Jianzhong (alias Zhao Jialiang) |                                 |
| 2019 | One Dream One Home                   | Liang Dingwen                                         |                                 |
| 2021 | The Dance of the Storm               | Mu Chuan                                              |                                 |

## Premis i nominacions
Hong Kong Film Awards
- Nominació al millor actor secundari per The Be No. 1
- Nominació al millor actor secundari per Juliet in Love
- Nominació al millor actor secundari per Midnight Fly
- Nominació a millor actor per PTU
- Nominació al millor actor per Election
- Nominació al millor actor secundari per Election 2
- Nominació al millor actor per Eye in the Sky
- Nominació a millor actor per Sparrow
- Nominació a millor actor per Nit i boira
- Millor actor per Echoes of the Rainbow

Premis de Cinema Cavall d'Or
- Nominació a millor actor per PTU

Premis Golden Bauhinia
- Millor actor per PTU
- Millor actor per Election

Asia Pacific Screen Awards
- Millor actuació d'un actor per Sparrow
- Premi Maria Honorària al XLVIII Festival Internacional de Cinema Fantàstic de Catalunya[7]